# Stazione di Barlassina
Stazione di Barlassina vasútállomás Olaszországban, Lombardia régióban, Barlassina településen.

## Vasútvonalak
Az állomást az alábbi vasútvonalak érintik:
- Milánó–Asso-vasútvonal

## Kapcsolódó állomások
A vasútállomáshoz az alábbi állomások vannak a legközelebb:
- Stazione di Seveso
- Stazione di Camnago-Lentate